# Elecciones federales de Malasia de 2022
Las 2022 elecciones generales de Malasia,formalmente la 15.ª elección general de Malasia, o abreviada como GE15, (malayo: Pilihan raya umum ke-15), se celebraron el sábado 19 de noviembre de 2022 para elegir a los 222 miembros del Dewan Rakyat en el 15º Parlamento de Malasia. Entre 2020 y 2022, la perspectiva de elecciones anticipadas era alta debido a la constante crisis política. La inestabilidad política causada por el cambio de partidos o coaliciones de los miembros del parlamento, combinada con las consecuencias de la pandemia de COVID-19, ha contribuido a la renuncia de dos primeros ministros y al colapso de cada uno de sus respectivos gobiernos de coalición desde las elecciones de 2018. El 14.º Parlamento debía expirar el 16 de julio de 2023, cinco años después de la primera reunión de la primera sesión del 14.º Parlamento de Malasia el 16 de julio de 2018. Sin embargo, el Yang di-Pertuan Agong (Rey de Malasia), Al-Sultan Abdullah disolvió la legislatura a pedido del Primer Ministro, Ismail Sabri Yaakob, el 10 de octubre de 2022. Constitucionalmente, la elección debería celebrarse dentro de los 60 días posteriores a la disolución, lo que hace que el 9 de diciembre de 2022 sea el último día de votación posible.
Históricamente, las elecciones generales para todas las legislaturas estatales, excepto Sarawak, se llevaron a cabo al mismo tiempo como una medida de ahorro de costos. Sin embargo, los estados pueden disolver sus propias legislaturas independientemente del Parlamento, y varios estados (Sabah, Malacca y Johor) celebraron elecciones anticipadas como resultado de las crisis políticas antes mencionadas, interrumpiendo su ciclo electoral habitual. Estos estados y Sarawak han indicado que no realizarán elecciones al mismo tiempo. Además, varios otros estados, principalmente aquellos bajo un gobierno de Pakatan Harapan o Perikatan Nasional, han declarado que preferirían completar la legislatura. Para el 19 de octubre, todos los estados liderados por Pakatan Harapan, Penang, Selangor y Negeri Sembilan, así como los estados liderados por Perikatan, Kedah, Kelantan y Terengganu, han confirmado que no disolverán sus legislaturas estatales.
Esta elección es la primera en la que los jóvenes de 18 a 20 años están habilitados para votar luego de una enmienda constitucional para cambiar la edad para votar de 21 a 18 años. Además, todos los votantes se han registrado automáticamente, por lo que el electorado se ha ampliado en alrededor de 6 millones de personas o un 31%.
Los resultados de 220 de los 222 escaños en disputa en el Dewan Rakyat se anunciaron la mañana del 20 de noviembre de 2022. La elección en el distrito electoral de Padang Serai se pospuso hasta el 7 de diciembre debido a la muerte del candidato de Pakatan Harapan, Karuppaiya Muthusamy, 3 días antes del día de las elecciones. La votación en Baram se suspendió el día de las elecciones debido a las inundaciones y las inclemencias del tiempo que impidieron que los trabajadores electorales llegaran a los colegios electorales y, en cambio, se completó el 21 de noviembre. Esta elección resultó en un parlamento colgado, la primera elección federal en tener tal resultado en la historia de la nación. Perikatan Nasional arrasó en los estados costeros del noroeste y este de Malasia peninsular de forma aplastante, ganando todos los escaños en los estados de Perlis, Kelantan y Terengganu, y todos menos uno en Kedah. Pakatan Harapan siguió siendo la coalición con la pluralidad de escaños en el Dewan Rakyat, aunque con una participación reducida, con sus mayores pérdidas en Kedah. El históricamente dominante Barisan Nasional cayó al tercer lugar, habiendo perdido la mayoría de sus escaños ante Perikatan Nasional. Varios diputados titulares conocidos también perdieron sus escaños, incluido el ex primer ministro Mahathir Mohamad en Langkawi, el exministro de Finanzas Tengku Razaleigh Hamzah en Gua Musang, el ministro de Comercio y ex Selangor Menteri Besar Azmin Ali en Gombak, la exministra de Vivienda Zuraida Kamaruddin en Ampang, el exministro de Comercio Interior Saifuddin Nasution Ismail en Kulim-Bandar Baharu, así como los hijos de Anwar Ibrahim y Mahathir Mohamad respectivamente, Nurul Izzah Anwar y Mukhriz Mahathir . Ambos Exministros de Territorios Federales, de BN y PH, Tengku Adnan Tengku Mansor y Khalid Abdul Samad fueron derrotados en Putrajaya y Titiwangsa respectivamente. El actual ministro de Finanzas y senador Tengku Zafrul Aziz no logró obtener un escaño en el Dewan Rakyat por Kuala Selangor y el ministro de Salud Khairy Jamaluddin no logró derrotar al candidato de Pakatan Harapan en Sungai Buloh.
Anwar Ibrahim, el presidente de Pakatan Harapan, fue designado y juramentado como Primer Ministro el 24 de noviembre de 2022 por Yang di-Pertuan Agong, Al-Sultan Abdullah .

## Contexto

### Elecciones anteriores
Las elecciones federales de 2018 dieron como resultado un cambio de gobierno por primera vez en la historia de Malasia desde que se celebraron elecciones directas por primera vez en 1955. Pakatan Harapan, entonces una coalición de centro-izquierda entre cuatro partidos, obtuvo 113 escaños en el Dewan Rakyat (una mayoría de dos escaños) frente a la coalición derechista Barisan Nasional, que obtuvo 79 escaños. Pakatan Harapan ingresó al gobierno a nivel federal con el apoyo del Partido del Patrimonio de Sabah. Las elecciones estatales concurrentes también vieron a Pakatan Harapan ganar una mayoría por primera vez en Johor, Malaca y Negeri Sembilan. Se registraron parlamentos sin mayoría en Kedah, Perak y Sabah, pero los cambios en la membresía del partido de los legisladores después de la elección permitieron que Pakatan Harapan (o el Partido de la Herencia de Sabah en Sabah) también ingresara al gobierno en estos estados.

### Eventos significativos
En julio de 2019, el Parlamento promulgó la Ley de la Constitución (Enmienda) de 2019, que contenía disposiciones para reducir la edad para votar a 18 años y permitir el registro automático de votantes. La Comisión Electoral anunció en junio de 2020 que los preparativos para estos cambios estarían listos para julio de 2021. La elección de 2022 marca la primera en la que el grupo de edad de 18 a 20 años tendrá derecho a votar.
Desde que perdió la reelección en 2018, el ex primer ministro Najib Razak fue juzgado, condenado y encarcelado en relación con el escándalo 1MDB. El escándalo había impactado severamente a la Organización Nacional de Malayos Unidos (UMNO) en las elecciones anteriores y tiene un legado continuo en la política de Malasia. Los juicios y las investigaciones siguen en curso.
La legitimidad de la nueva delimitación de los límites electorales para todo el país en 2018 fue revisada en 2019 por la Comisión Electoral, que está bajo la jurisdicción del Departamento del Primer Ministro. La nueva delimitación se aprobó 2 meses antes de las elecciones anteriores, en las que hubo una enorme mala distribución entre los distritos electorales. Por ejemplo, en Selangor, Sabak Bernam tiene aproximadamente 40 000 votantes, pero Bangi contiene 180 000 votantes. Sin embargo, cualquier redistribución temprana requeriría una enmienda constitucional, lo que requiere una mayoría de dos tercios en el Dewan Rakyat. Actualmente se desconoce el estado de la revisión debido al cambio de gobierno durante la crisis política que se describe a continuación.

### Crisis política 2020-22
Una crisis política comenzó en Malasia a principios de 2020, lo que provocó la renuncia de dos primeros ministros y cambios significativos en el parlamento durante los dos años siguientes. A fines de febrero de 2020, la mayoría de los 32 miembros del Partido Indígena Unido de Malasia (BERSATU) retiraron de la coalición gobernante liderada por Pakatan Harapan, lo que provocó que perdiera su mayoría en Dewan Rakyat, y se asoció con Barisan Nasional. El primer ministro Mahathir Mohamad luego renunció, creando un vacío de poder en el ejecutivo. El 1 de marzo, Muhyiddin Yassin fue nombrado primer ministro y se formó un gobierno minoritario liderado por el Partido Indígena Unido de Malasia (BERSATU) bajo la nueva coalición Perikatan Nasional, con la confianza y el apoyo de Barisan Nasional. La inestabilidad política continuó después de esto, exacerbada por el impacto de la pandemia de COVID-19. La crisis se intensificó a mediados de 2021, lo que provocó que Muhyiddin perdiera el apoyo parlamentario por la respuesta al COVID-19 y dimitiera. El 20 de agosto de 2021, Ismail Sabri Yaakob fue nombrado Primer Ministro en su reemplazo.
Esta inestabilidad política llevó a varios legisladores a pedir elecciones generales anticipadas, y se especuló que se celebraría una desde 2020. En junio de 2022, Ismail Sabri dijo que no retrasaría la disolución del parlamento, en medio de la continua presión de su partido UMNO para celebrar elecciones generales lo antes posible. Dijo que consultaría con sus aliados en la alianza Barisan Nasional sobre la fecha, así como con los líderes de su partido UMNO. Ismail Sabri anunció la disolución el 10 de octubre de 2022.
| Oposición liderada por Barisan Nasional (100) | Oposición liderada por Barisan Nasional (100) | Oposición liderada por Barisan Nasional (100) | Gobierno de coalición liderado por Pakatan Harapan (122)* | Gobierno de coalición liderado por Pakatan Harapan (122)* | Gobierno de coalición liderado por Pakatan Harapan (122)* |
|                                               |                                               |                                               |                                                           |                                                           |                                                           |
| 79                                            | 18                                            | 3                                             | 1                                                         | 8                                                         | 113                                                       |
| Barisan Nasional (BN)                         | GS                                            | O                                             | O                                                         | WR                                                        | Pakatan Harapan (PH)                                      |
| Dewan Rakyat, 16 Julio 2018 (222 escaños)     |                                               |                                               |                                                           |                                                           |                                                           |

| Gobierno de coalición liderado por Barisan Nasional (115)*     | Gobierno de coalición liderado por Barisan Nasional (115)* | Gobierno de coalición liderado por Barisan Nasional (115)* | Gobierno de coalición liderado por Barisan Nasional (115)* | Gobierno de coalición liderado por Barisan Nasional (115)* | Oposición liderada por Pakatan Harapan (104) | Oposición liderada por Pakatan Harapan (104) | Oposición liderada por Pakatan Harapan (104) |
|                                                                |                                                            |                                                            |                                                            |                                                            |                                              |                                              |                                              |
| 41                                                             | 39                                                         | 19                                                         | 8                                                          | 9                                                          | 7                                            | 7                                            | 90                                           |
| Barisan Nasional (BN)                                          | Perikatan Nasional (PN)                                    | GPS                                                        | GRS                                                        | Otros                                                      | Otros                                        | WR                                           | Pakatan Harapan                              |
| Dewan Rakyat, 10 de octubre de 2022 (219 escaños y 3 vacantes) |                                                            |                                                            |                                                            |                                                            |                                              |                                              |                                              |

## Sistema electoral
Las elecciones en Malasia se llevan a cabo a nivel federal y estatal. Las elecciones federales eligen a los miembros del Dewan Rakyat, la cámara baja del Parlamento, mientras que las elecciones estatales en cada uno de los 13 estados eligen a los miembros de su respectiva asamblea legislativa estatal . Dado que Malasia sigue el sistema de gobierno de Westminster, el jefe de gobierno (Primer ministro a nivel federal y Menteri Besar/jefes de ministros a nivel estatal) es la persona que goza de la confianza de la mayoría de los miembros de la legislatura respectiva. Normalmente es el líder del partido o coalición con la mayoría de los escaños en la legislatura.
El Dewan Rakyat consta de 222 miembros, conocidos como miembros del parlamento (MP), que son elegidos por períodos de cinco años. Cada parlamentario es elegido de un distrito electoral de un solo miembro utilizando el sistema de votación de mayoría simple. Si un partido obtiene la mayoría de los escaños, ese partido tiene derecho a formar gobierno y su líder se convierte en Primer Ministro. En el caso de un parlamento sin mayoría, donde ningún partido obtiene la mayoría de los escaños, el gobierno aún puede formarse a través de una coalición o un acuerdo de confianza y apoyo con otros partidos. En la práctica, las coaliciones y alianzas en Malasia generalmente persisten entre elecciones y los partidos miembros normalmente no compiten por los mismos escaños.
En julio de 2019, se promulgó la Ley de Constitución (Enmienda) de 2019 que dispuso que la edad para votar se redujera a 18 años y se implementara el registro automático de votantes. Anteriormente, la edad para votar era 21 años aunque la mayoría de edad en el país era 18. El registro automático de votantes y la reducción de la edad para votar entraron en vigencia simultáneamente a principios de 2022, siendo esta elección la primera elección federal con el sufragio electoral ampliado. Eso implico que el censo aumentara en más de 6 millones de votantes. Actualmente, Malasia no practica el voto obligatorio. La Comisión Electoral está bajo la jurisdicción de la Oficina del Primer Ministro.
En 2022, varios medios de comunicación y editoriales comenzaron a lanzar aplicaciones y sitios web para anunciar los próximos resultados y noticias de GE15.

## Cronología

### Disolución del parlamento
El 14.° Parlamento de Malasia se disolvió el 10 de octubre de 2022, durante un discurso televisado especial del primer ministro Ismail Sabri Yaakob, luego de una audiencia con Yang di-Pertuan Agong (Rey de Malasia), Abdullah un día antes, en la que dio su consentimiento para la disolución. La elección se llevará a cabo dentro de los 60 días, antes del 9 de diciembre de 2022. La Constitución de Malasia requiere que se celebren elecciones generales en el quinto año calendario después de la primera sesión, a menos que el Yang di-Pertuan Agong (Rey de Malasia) las disuelva antes luego de una moción de censura, pérdida de confianza o una solicitud del Primer Ministro.
| Gobierno liderado por coalicion (115)                                                | Gobierno liderado por coalicion (115) | Gobierno liderado por coalicion (115) | Gobierno liderado por coalicion (115) | Gobierno liderado por coalicion (115) | Gobierno liderado por coalicion (115) | Gobierno liderado por coalicion (115) | Gobierno liderado por coalicion (115) | Gobierno liderado por coalicion (115) | Gobierno liderado por coalicion (115) | Gobierno liderado por coalicion (115) | Gobierno liderado por coalicion (115) | Gobierno liderado por coalicion (115) | Gobierno liderado por coalicion (115) | Gobierno liderado por coalicion (115) | Opposition (104)              | Opposition (104)              | Opposition (104)              | Opposition (104)              | Opposition (104) | Opposition (104)                   | Opposition (104)                   | Opposition (104)                   | Opposition (104)                   |
|                                                                                      |                                       |                                       |                                       |                                       |                                       |                                       |                                       |                                       |                                       |                                       |                                       |                                       |                                       |                                       |                               |                               |                               |                               |                  |                                    |                                    |                                    |                                    |
| 41                                                                                   | 41                                    | 41                                    | 41                                    | 39                                    | 39                                    | 19                                    | 19                                    | 19                                    | 19                                    | 8                                     | 8                                     | 8                                     | 9                                     | 9                                     | 7                             | 7                             | 7                             | 7                             | 7                | 90                                 | 90                                 | 90                                 | 90                                 |
| Barisan Nasional                                                                     | Barisan Nasional                      | Barisan Nasional                      | Barisan Nasional                      | Perikatan Nasional                    | Perikatan Nasional                    | GPS                                   | GPS                                   | GPS                                   | GPS                                   | GRS                                   | GRS                                   | GRS                                   | Otros                                 | Otros                                 | Otros                         | Otros                         | Otros                         | Otros                         | WR               | Pakatan Harapan                    | Pakatan Harapan                    | Pakatan Harapan                    | Pakatan Harapan                    |
|                                                                                      |                                       |                                       |                                       |                                       |                                       |                                       |                                       |                                       |                                       |                                       |                                       |                                       |                                       |                                       |                               |                               |                               |                               |                  |                                    |                                    |                                    |                                    |
| 37                                                                                   |                                       |                                       |                                       | 22                                    | 17                                    | 14                                    |                                       |                                       |                                       | 6                                     |                                       |                                       | 6                                     |                                       |                               |                               |                               |                               | 7                |                                    | 11                                 | 36                                 | 42                                 |
| UMNO: 36 MCA: 2 MIC: 1 PRBS: 1                                                       | UMNO: 36 MCA: 2 MIC: 1 PRBS: 1        | UMNO: 36 MCA: 2 MIC: 1 PRBS: 1        | UMNO: 36 MCA: 2 MIC: 1 PRBS: 1        | BERSATU: 22 PAS: 17                   | BERSATU: 22 PAS: 17                   | PBB: 14 PRS: 2 PDP: 2 SUPP: 1         | PBB: 14 PRS: 2 PDP: 2 SUPP: 1         | PBB: 14 PRS: 2 PDP: 2 SUPP: 1         | PBB: 14 PRS: 2 PDP: 2 SUPP: 1         | BERSATU: 6 PBS: 1 STAR: 1             | BERSATU: 6 PBS: 1 STAR: 1             | BERSATU: 6 PBS: 1 STAR: 1             | PBM: 6 IND: 3                         | PBM: 6 IND: 3                         | MUDA: 1 UMNO: 1 PSB: 1 GTA: 4 | MUDA: 1 UMNO: 1 PSB: 1 GTA: 4 | MUDA: 1 UMNO: 1 PSB: 1 GTA: 4 | MUDA: 1 UMNO: 1 PSB: 1 GTA: 4 |                  | UPKO: 1 AMANAH: 11 PKR: 36 DAP: 42 | UPKO: 1 AMANAH: 11 PKR: 36 DAP: 42 | UPKO: 1 AMANAH: 11 PKR: 36 DAP: 42 | UPKO: 1 AMANAH: 11 PKR: 36 DAP: 42 |
| 14° Dewan Rakyat tras la disolución, 10 de octubre de 2022 (219 escaños, 3 vacantes) |                                       |                                       |                                       |                                       |                                       |                                       |                                       |                                       |                                       |                                       |                                       |                                       |                                       |                                       |                               |                               |                               |                               |                  |                                    |                                    |                                    |                                    |

### Disolución de las legislaturas estatales
Si bien cualquier estado puede disolver su legislatura independientemente del Parlamento, históricamente la mayoría de ellos se disolvieron aproximadamente al mismo tiempo que el Parlamento, de modo que las elecciones federales y estatales se llevan a cabo simultáneamente. De acuerdo con la ley de Malasia, el Parlamento, así como las asambleas legislativas de cada estado, expirarían automáticamente en el quinto aniversario de la primera sesión de un período, a menos que los jefes de Estado correspondientes los disuelvan antes de esa fecha con el asesoramiento de sus respectivos jefes de gobierno. Las elecciones deben celebrarse dentro de los sesenta días siguientes a la expiración o disolución.
| Las fechas de vencimiento de la legislatura de cada estado y sus fechas reales de disolución | Las fechas de vencimiento de la legislatura de cada estado y sus fechas reales de disolución | Las fechas de vencimiento de la legislatura de cada estado y sus fechas reales de disolución | Las fechas de vencimiento de la legislatura de cada estado y sus fechas reales de disolución | Las fechas de vencimiento de la legislatura de cada estado y sus fechas reales de disolución | Las fechas de vencimiento de la legislatura de cada estado y sus fechas reales de disolución | Las fechas de vencimiento de la legislatura de cada estado y sus fechas reales de disolución |
| Legislatura                                                                                  | Inicio                                                                                       | Ref                                                                                          | Fin                                                                                          | Última fecha posible                                                                         | Disolución                                                                                   | Ref                                                                                          |
| -------------------------------------------------------------------------------------------- | -------------------------------------------------------------------------------------------- | -------------------------------------------------------------------------------------------- | -------------------------------------------------------------------------------------------- | -------------------------------------------------------------------------------------------- | -------------------------------------------------------------------------------------------- | -------------------------------------------------------------------------------------------- |
| Pahang (14)                                                                                  | 2 julio 2018                                                                                 | [ 34 ]                                                                                       | 2 julio 2023                                                                                 | 31 agosto 2023                                                                               | 14 octubre 2022                                                                              | [ 35 ]                                                                                       |
| Perlis (14)                                                                                  | 20 julio 2018                                                                                | [ 36 ]                                                                                       | 20 julio 2023                                                                                | 18 septiembre 2023                                                                           | 14 octubre 2022                                                                              | [ 37 ]                                                                                       |
| Perak (14)                                                                                   | 3 julio 2018                                                                                 | [ 38 ]                                                                                       | 3 julio 2023                                                                                 | 1 de septiembre de 2023                                                                      | 17 octubre 2022                                                                              | [ 39 ]                                                                                       |
| Selangor (14)                                                                                | 26 junio 2018                                                                                | [ 40 ]                                                                                       | 26 junio 2023                                                                                | 25 agosto 2023                                                                               | No se disuelven                                                                              | [ 42 ]                                                                                       |
| Kelantan (14)                                                                                | 28 junio 2018                                                                                | [ 43 ]                                                                                       | 28 junio 2023                                                                                | 27 agosto 2023                                                                               | No se disuelven                                                                              | [ 44 ]                                                                                       |
| Terengganu (14)                                                                              | 1 julio 2018                                                                                 | [ 45 ]                                                                                       | 1 julio 2023                                                                                 | 30 agosto 2023                                                                               | No se disuelven                                                                              | [ 44 ]                                                                                       |
| Negeri Sembilán (14)                                                                         | 2 julio 2018                                                                                 | [ 46 ]                                                                                       | 2 julio 2023                                                                                 | 31 agosto 2023                                                                               | No se disuelven                                                                              | [ 42 ]                                                                                       |
| Keda (14)                                                                                    | 4 julio 2018                                                                                 | [ 47 ]                                                                                       | 4 julio 2023                                                                                 | 2 de septiembre de 2023                                                                      | No se disuelven                                                                              | [ 44 ]                                                                                       |
| Penang (14)                                                                                  | 2 de agosto de 2018                                                                          | [ 48 ]                                                                                       | 2 agosto 2023                                                                                | 1 de octubre de 2023                                                                         | No se disuelven                                                                              | [ 42 ]                                                                                       |
| Saba (16)                                                                                    | 9 octubre 2020                                                                               | [ 49 ]                                                                                       | 9 de octubre de 2025                                                                         | 8 de diciembre de 2025                                                                       | No se disuelven                                                                              | [ 50 ]                                                                                       |
| Malaca (15)                                                                                  | 27 diciembre 2021                                                                            | [ 51 ]                                                                                       | 27 diciembre 2026                                                                            | 25 febrero 2027                                                                              | No se disuelven                                                                              | [ 50 ]                                                                                       |
| Sarawak (19)                                                                                 | 14 febrero 2022                                                                              | [ 52 ]                                                                                       | 14 febrero 2027                                                                              | 15 abril 2027                                                                                | No se disuelven                                                                              | [ 50 ]                                                                                       |
| Johor (15)                                                                                   | 21 abril 2022                                                                                | [ 53 ]                                                                                       | 21 abril 2027                                                                                | 20 junio 2027                                                                                | No se disuelven                                                                              | [ 50 ]                                                                                       |

### Eventos previos a la nominación
| Fechas                     | Eventos                                                                    |
| -------------------------- | -------------------------------------------------------------------------- |
| 10 de octubre              | Disolución del parlamento                                                  |
| 20 de octubre              | Anuncio de la Comisión Electoral del día de las elecciones y su cronograma |
| 20 de octubre              | Expedición de la Escritura de Elección                                     |
| 5 de noviembre             | día de la nominación                                                       |
| 5 a 18 de noviembre        | Período de campaña                                                         |
| 15 de noviembre            | Día de votación anticipada para votantes postales y anticipados            |
| 19 noviembre               | Día de votación (excepto P017 Padang Serai)                                |
| P017 Serai de Padang       |                                                                            |
| 18 de noviembre            | Expedición del auto de elección para P017 Padang Serai                     |
| 24 de noviembre            | día de la nominación                                                       |
| 24 noviembre – 6 diciembre | Período de campaña                                                         |
| 3 de diciembre             | Día de votación anticipada para votantes postales y anticipados            |
| 7 de diciembre             | Día de la votación                                                         |
| P220 Barram                |                                                                            |
| 21 de noviembre            | Día de votación para los 11 colegios electorales restantes                 |

## Partidos políticos y candidatos
La elección vio numerosos cambios en los escaños de todos los lados políticos, ya sea con candidatos anunciados que se apartarían de sus distritos electorales originales para competir en otro distrito electoral, o varios miembros del parlamento de alto perfil fueron eliminados de la selección. Sin embargo, aquellos que fueron descartados o no seleccionados continuaron compitiendo como candidatos independientes o en partidos opuestos para defender sus escaños o buscar la reelección, lo que resultó en la eliminación de sus membresías.
El vicepresidente de la UMNO, Mohamad Hasan, anunció su intención de disputar el escaño de Rembau, reemplazando al titular Khairy Jamaluddin, quien se espera que ocupe un escaño de mayoría opositora, que finalmente resultó ser Sungai Buloh, uno de los escaños que un bastión de PKR. Además, varios parlamentarios titulares de la UMNO de alto perfil, incluidos Shahidan Kassim, Annuar Musa y Tajuddin Abdul Rahman, fueron retirados de la competencia luego de los rumores de que se creía que apoyaban a Ismail Sabri en lugar de a Zahid Hamidi. Entre los eliminados, Zahidi Zainul Abidin, el actual diputado de Padang Besar, se presentó como independiente, mientras que Shahidan defendió su escaño en Arau bajo la bandera de Perikatan, lo que resultó en la caída de su membresía y la de varios otros. En un movimiento similar, el diputado titular de PAS Pengkalan Chepa, Che Abdullah Mat Nawi, compitió para defender su escaño bajo la boleta de BN después de que lo eliminaron de la lista de candidatos, lo que resultó en su expulsión de PAS.
Algunos de los cambios más notables en PKR fueron la decisión de Anwar de competir en el escaño parlamentario de Tambun, con Wan Azizah Wan Ismail disputando el escaño de Bandar Tun Razak, como parte del plan de PKR para colocar a miembros de alto rango en escaños previamente ocupados. por miembros desertores del partido. Uno de los escaños más esperados, Gombak, vio a Menteri Besar Amirudin Shari de Selangor nominado como candidato de PH para enfrentar al actual Azmin Ali, quien fue uno de los principales cabecillas de la crisis política en curso. PKR también anunció varios otros candidatos directos de alto perfil para competir bajo el estandarte de PH. El exdiputado de Batu Tian Chua, que no fue seleccionado para competir a favor del titular Prabakaran Parameswaran, buscó la reelección compitiendo como candidato independiente para su escaño, lo que provocó su expulsión del partido.
Mientras tanto, DAP había despedido a dos de sus diputados titulares, Charles Santiago y Wong Tack de sus respectivos escaños parlamentarios, en lugar de candidatos más jóvenes, lo que llevó a ambos a cuestionar el razonamiento del partido detrás de sus excrementos, y Wong anunció más tarde su intención de defender su escaño como candidato independiente, lo que también resultó en su expulsión del partido.
El 16 de noviembre, el diputado titular de Padang Serai, Karupaiya Mutusami, murió tres días antes de las elecciones. Esto marcó la tercera vez en la historia electoral de Malasia que un candidato nominado fallece entre las fechas de nominación y votación. La Comisión Electoral anunció que se llevaría a cabo una elección parcial para Padang Serai el 7 de diciembre después de una reunión el viernes (18 de noviembre), un día antes de las elecciones, después de que se pospusiera la votación para el distrito electoral. Posteriormente, el candidato del PN a la banca estatal de Tioman en Pahang, Yunus Ramli, murió horas antes de que comenzaran las elecciones el 19 de noviembre. La elección para la sede estatal también se pospuso para la misma fecha con Padang Serai.

## Campaña

### Momento de las elecciones
Los políticos de la oposición, los analistas políticos y los comentarios en línea han criticado la decisión de celebrar las elecciones a fines de 2022 en lugar de principios de 2023, que coincide con la temporada anual de monzones de fin de año. Como Malasia ya se estaba recuperando de las graves inundaciones del año anterior, los políticos de la oposición acusaron al gobierno en el poder de ser desconsiderado con las víctimas de las inundaciones. Esta condición también fue vista por los partidos de oposición como una táctica deliberada para desalentar una alta participación electoral que podría beneficiar potencialmente a los partidos de oposición. En respuesta, el presidente de la UMNO, Ahmad Zahid Hamidi, quien comentó que la elección se llevaría a cabo a pesar de las preocupaciones por las inundaciones en todo el país, acusó a los partidos de oposición de "cobardes" y de "querer ganar tiempo" para obtener apoyo adicional, y agregó que sus comentarios fueron sacados de contexto. A pesar de estos comentarios, las autoridades han comenzado los preparativos en caso de que se produzcan inundaciones durante el día de las elecciones.
La decisión de disolver el parlamento antes de tiempo también fue vista por varios otros políticos de la oposición como un intento de evitar que más políticos del BN fueran acusados de corrupción, o un esfuerzo por perdonar a los políticos encarcelados como el ex primer ministro Najib Razak, quien había sido declarado culpable por su papel en el escándalo 1MDB. Esto fue evidenciado por un video en línea que mostraba a Zahid Hamidi hablando en una reunión general del Congreso Indio de Malasia (MIC) en la que advirtió a otros políticos de BN que serían los próximos en ser acusados si BN perdía las elecciones. El primer ministro Ismail Sabri Yaakob dijo que disolvió el Parlamento porque era imposible abordar algunos temas, y que la UMNO había estado presionando por ello desde que BN ganó las elecciones estatales de Johor de 2022 en marzo.

#### Voto joven
Las elecciones de 2022 son las primeras elecciones federales en las que la edad para votar es de 18 años en comparación con los 21 anteriores. Se espera que participen en las elecciones alrededor de 6 millones de nuevos votantes, ya sean jóvenes o no registrados anteriormente. El grupo de edad de 18 a 20 años representa 1,39 millones de votantes primerizos, y los votantes de 18 a 39 años representan aproximadamente el 50% de los 21 millones de votantes registrados de Malasia.

## Encuestas
| 2022                                                                      | 2022                                    | 2022      | 2022          | 2022 | 2022 | 2022 | 2022 | 2022 | 2022 | 2022 | 2022 | 2022  | 2022     | 2022    |
| Encuestadora                                                              | Fecha                                   | Region    | Muestra       | PH   | BN   | PN   | GPS  | W    | MUDA | GTA  | Ind  | NS/NR | Ventaja  | Ref     |
| ------------------------------------------------------------------------- | --------------------------------------- | --------- | ------------- | ---- | ---- | ---- | ---- | ---- | ---- | ---- | ---- | ----- | -------- | ------- |
| Merdeka Centre                                                            | 16 – 18 de noviembre de 2022            | Peninsula | 5,497         | 34%  | 15%  | 20%  | -    | -    | -    | -    | -    | 22%   | PH +14%  | [ 96 ]  |
| YouGov                                                                    | 8 – 14 de noviembre de 2022             | Malaysia  | 2,687         | 35%  | 18%  | 21%  | 3%   | 1%   | -    | 1%   | 3%   | 20%   | PH +14%  | [ 97 ]  |
| Merdeka Centre                                                            | 5 – 8 de noviembre de 2022              | Península | 1,067         | 35%  | 21%  | 22%  | -    | -    | -    | -    | -    | 22%   | PH +13%  | [ 98 ]  |
| Merdeka Centre                                                            | 19 – 28 de octubre de 2022              | Malaysia  | 1,209         | 26%  | 24%  | 13%  | -    | -    | -    | -    | 2%   | 35%   | PH +2%   | [ 99 ]  |
| IDE-Toyo University                                                       | 21 – 28 de octubre de 2022              | Malaysia  | 2,423         | 31%  | 28%  | 13%  | -    | -    | -    | -    | -    | 29%   | PH +3%   | [ 100 ] |
| Endeavour-MGC                                                             | 8 – 20 de octubre de 2022               | Península | 1,068         | 23%  | 31%  | 15%  | -    | -    | -    | -    | -    | 23%   | BN +8%   | [ 101 ] |
| O2 Malaysia                                                               | 5 – 10 de octubre de 2022               | Malaysia  | 1,105         | 39%  | 26%  | 17%  | 4%   | 3%   | 4%   | 1%   | 7%   | -     | PH +13%  | [ 102 ] |
| ISEAS/YouGov                                                              | 5 – 30 de septiembre de 2022            | Malaysia  | 805           | 11%  | 19%  | 11%  | -    | -    | 9%   | 1%   | -    | 43%   | BN +8%   | [ 103 ] |
| Merdeka Centre                                                            | 30 de septiembre de 2022                | Malaysia  | -             | 27%  | 27%  | 9%   | -    | -    | -    | -    | -    | 33%   | Empate   | [ 104 ] |
| Ilham Centre                                                              | 1 de agosto - 30 de septiembre de 2022  | Malaysia  | 1,622         | 18%  | 35%  | 12%  | -    | -    | -    | -    | 15%  | 21%   | BN +17%  | [ 105 ] |
| Merdeka Centre                                                            | 30 de julio de 2022                     | Malaysia  | -             | 23%  | 28%  | 13%  | -    | -    | -    | -    | -    | 37%   | BN +5%   | [ 104 ] |
| Vodús                                                                     | 21 de julio - 21 de agosto de 2022      | Península | 74,582        | 20%  | 23%  | 16%  | -    | -    | -    | -    | 5%   | 37%   | BN +3%   | [ 106 ] |
| Vodús                                                                     | 21 de julio - 21 de agosto de 2022      | Sabah     | 74,582        | 14%  | 17%  | 13%  | -    | 14%  | -    | -    | 5%   | 37%   | BN +3%   | [ 107 ] |
| Vodús                                                                     | 21 de julio - 21 de agosto de 2022      | Sarawak   | 74,582        | 17%  | 13%  | 14%  | 33%  | -    | -    | -    | 4%   | 20%   | GPS +16% | [ 107 ] |
| Merdeka Centre                                                            | 31 de mayo de 2022                      | Malaysia  | -             | 26%  | 29%  | 14%  | -    | -    | -    | -    | -    | 31%   | BN +3%   | [ 104 ] |
| 2018–2021                                                                 |                                         |           |               |      |      |      |      |      |      |      |      |       |          |         |
| Encuestadora                                                              | Fecha                                   | Región    | Muestra       | PH   | BN   | PN   | GPS  | W    | MUDA | GTA  | Ind  | Und   | Ventaja  | Ref     |
| Emir Research                                                             | Agosto de 2020                          | Malaysia  | 2,096         | 10%  | 47%  | 27%  | 2%   | 2%   | -    | 6%   | -    | 6%    | BN +20%  | [ 108 ] |
| Emir Research                                                             | 15 de enero - 25 de febrero de 2020     | Malaysia  | 2,002         | 30%  | 53%  | -    | -    | -    | -    | -    | -    | -     | BN +23%  | [ 109 ] |
| Emir Research                                                             | 5 de septiembre - 10 de octubre de 2019 | Malaysia  | 1,992         | 43%  | 39%  | -    | -    | -    | -    | -    | 17%  | -     | PH +3%   | [ 110 ] |
| Resultados de las 14.ª elecciones generales de Malasia, 9 de mayo de 2018 |                                         |           |               |      |      |      |      |      |      |      |      |       |          |         |
| Encuestadora                                                              | Fecha                                   | Región    | Votos totales | PH   | BN   | GS   | USA  | W    | -    | -    | Ind  | Und   | Ventaja  | Ref     |
| General election                                                          | 9 de mayo de 2018                       |           | 12,299,514    | 46%  | 34%  | 17%  | 0.5% | 2%   | -    | -    | 0.5% | -     | PH +12%  |         |

## Resultados
|  | 15.74 % |

|  | 15.61 % |

|  | 5.70 % |

|  | 0.48 % |

|  | 0.47 % |

|  | 38.00 % |

|  | 14.56 % |

|  | 13.55 % |

|  | 1.97 % |

|  | 30.07 % |

|  | 16.43 % |

|  | 4.29 % |

|  | 1.11 % |

|  | 0.15 % |

|  | 0.14 % |

|  | 0.07 % |

|  | 0.05 % |

|  | 0.03 % |

|  | 22.27 % |

|  | 1.83 % |

|  | 1.01 % |

|  | 0.50 % |

|  | 0.49 % |

|  | 4.27 % |

|  | 1.82 % |

|  | 0.61 % |

|  | 0.42 % |

|  | 0.19 % |

|  | 0.03 % |

|  | 1.25 % |

|  | 1.25 % |

|  | 0.08 % |

|  | 0.03 % |

|  | 0.03 % |

|  | 0.70 % |

|  | 0.37 % |

|  | 0.02 % |

|  | 0.01 % |

|  | 0.41 % |

|  | 0.34 % |

|  | 0.07 % |

|  | 0.02 % |

|  | 0.03 % |

|  | 0.04 % |

|  | 0.06 % |

|  | 0.01 % |

|  | 0.07 % |

|  | 0.59 % |

|  | 98.98 % |

|  | 1.02 % |

|  | 100.00 % |

|  | 74.04 % |

## Secuelas

### Formación del gobierno federal
En las elecciones generales, ninguna alianza ganó los 112 escaños necesarios para obtener una mayoría en el Dewan Rakyat para formar el próximo gobierno. El 20 de noviembre, el líder de Pakatan Harapan (PH), Anwar Ibrahim, afirmó haber negociado una mayoría para formar el próximo gobierno, pero se negó a mencionar qué otras partes estaban cooperando. Mientras tanto, el líder de la Alianza de Partidos de Sarawak (GPS), Abang Johari, dijo que su partido trabajaría junto con Perikatan Nasional (PN), Barisan Nasional (BN) y Alianza del Pueblo de Sabah (GRS) para formar el gobierno. El líder del PN, Muhyiddin Yassin, afirmó tener una mayoría suficiente para ser nombrado Primer Ministro, citando el apoyo de PN, BN, GPS y GRS. Sin embargo, el líder de BN, Ahmad Zahid Hamidi, dijo que BN no había negociado con GPS o PN sobre la formación de un gobierno con BN, al tiempo que afirmó que los parlamentarios de BN ya habían acordado dejarle decidir con quién se aliaría BN para formar un gobierno.
El 21 de noviembre, líderes del PH y líderes del BN se reunieron en el Hotel Seri Pacific. También el 21 de noviembre, el Yang di-Pertuan Agong (Rey de Malasia) amplió 24 horas el plazo para que los partidos políticos demuestren su mayoría en el Parlamento para formar gobierno y nombrar a un primer ministro, cambiando el plazo al día siguiente. Mientras tanto, Hamzah Zainudin de PN dijo que PN presentó más de 112 declaraciones de parlamentarios que apoyan a Muhyiddin para primer ministro.
El 22 de noviembre, Ismail Sabri Yaakob de BN declaró que BN no apoyará ni a PH ni a PN para formar gobierno y está preparado para sentarse en la oposición. Mientras tanto, después del descontento de Sarawak por el trabajo de GPS con PN, GPS declaró que le correspondía al Yang di-Pertuan Agong nombrar al Primer Ministro; mientras que Partido del Patrimonio de Sabah (WARISAN) expresó su apoyo a un gobierno con PH y BN. También ese día, el palacio real declaró que después de que Yang di-Pertuan Agong revisó las nominaciones para primer ministro, descubrió que "ningún miembro del parlamento tiene el apoyo mayoritario para ser nombrado primer ministro", por lo que Yang di-Pertuan Agong convocó a Anwar y Muhyiddin para encontrarse con él. Después de la reunión, Muhyiddin dijo que Yang di-Pertuan Agong propuso un gobierno de unidad entre Pakatan Harapan y Perikatan National, pero Muhyiddin lo rechazó porque Perikatan National "no cooperará" con Pakatan Harapan; mientras que Anwar reconoció que aún no se ha determinado el primer ministro y afirmó que "con el tiempo, creo que obtendremos una mayoría simple".
El 23 de noviembre, Yang di-Pertuan Agong se reunió con los líderes de BN y GPS en el palacio real. Mientras tanto, algunos miembros de BN y PN se reunieron en el Hotel St Regis. El 24 de noviembre, Ahmad Maslan de UMNO declaró que el consejo supremo del partido acordó seguir los deseos de Yang di-Pertuan Agong de que BN se una a un gobierno de unidad que no esté dirigido por PN. Mientras tanto, Perikatan Nasional consideraría formar un gobierno de unidad, afirmó su secretario general, Hamzah Zainudin; mientras que el líder de GRS, Hajiji Noor, declaró que GRS cumpliría con los deseos de Yang di-Pertuan Agong de formar un nuevo gobierno, incluso si se forma un gobierno de unidad. Además, el secretario general del Partido de Acción Democrática (DAP), Loke Siew Fook, se disculpó públicamente en nombre de su partido ante el gobierno y el pueblo de Sarawak por cualquier declaración ofensiva de un líder de DAP, mientras que el presidente de DAP, Lim Guan Eng, se disculpó por "mis comentarios que pueden haber ofendido al primer ministro de Sarawak y el gobierno estatal de Sarawak", pidiendo "un nuevo comienzo para cooperar juntos".
Más tarde, el 24 de noviembre, el palacio real anunció que el presidente de PH, Anwar Ibrahim, fue nombrado primer ministro por Yang di-Pertuan Agong, Al-Sultan Abdullah, después de que Agong realizara una consulta con la Conferencia de Gobernantes de Malasia. Anwar prestó juramento a las 5 de la tarde de ese día, lo que lo convirtió en el decimoprimer ministro de Malasia. Sin embargo, Muhyiddin siguió insistiendo en que tenía el apoyo de una mayoría de 115 diputados para formar el próximo gobierno y pidió a Anwar que demostrara la mayoría de Anwar; esto llevó al ex primer ministro Najib Razak a pedir al propio Muhyiddin que demostrara su mayoría de 115 diputados. Desde el 24 de noviembre, Anwar ha recibido el apoyo de diputados de PH, BN, GPS, WARISAN, MUDA y PBM, así como de diputados independientes. Anwar se ha comprometido a realizar un voto de confianza el 19 de diciembre de 2022, una vez que los parlamentarios presten juramento en el Parlamento.

## Nota
1. ↑  El levantamiento de la proclamación del estado de emergencia en Bugaya (N66) el 12 de octubre de 2022 significó que se celebrarían elecciones locales del distrito electoral de Sabahan junto con las elecciones generales.[41]
2. ↑  Solo incluye personas de entre 18 y 24 años.
3. 1 2  Barisan Nasional se cuenta como Muafakat Nasional.